# Epiphone
Epiphone este un producător de instrumente muzicale fondat în anul 1873 de Anastasios Stathopoulos. Epiphone a fost principalul rival al companiei Gibson pe piața chitarelor archtop. Modelele lor archtop profesionale, cum ar fi Emperor, Deluxe, Broadway și Triumph au rivalizat și uneori chiar surclasat cele produse de Gibson. Pe lângă chitare Epiphone produce contrabași, banjouri și alte instrumente cu coarde. Situația dificilă a companiei de după Al Doilea Război Mondial a permis preluarea de către compania Gibson.
Numele companiei derivă din porecla lui Epaminondas Stathopoulos de "Epi" și cuvântul grecesc phon care înseamnă "sunet".

## Istoric
Epiphone a fost fondată în anul 1873 în Smyrna, Imperiul Otoman (astăzi Izmir, Turcia) unde fondatorul grec Anastasios Stathopoulos producea propriile viori și lăute. În 1903 Stathopoulos s-a mutat în Statele Unite ale Americii unde a continuat să producă propriile sale instrumente precum și mandoline. Anastasios a decedat în 1915 iar fiul său Epaminondas a preluat conducerea companiei. După doi ani compania era cunoscută sub numele de Casa Stathopoulos. Imediat după sfârșitul Primului Război Mondial compania a început să producă banjouri. În 1928 compania și-a schimbat numele în Epiphone Banjo Company și tot în acel an au produs primele lor chitare. Epi Stathopoulos a decedat în 1943 iar controlul companiei a fost preluat de frații săi Orphie și Frixo. În 1951, după o grevă ce a durat patru luni, sediul companiei a fost mutat din New York în Philadelphia. Compania a fost preluată în anul 1957 de principalul rival, Gibson.
Instrumentele Epiphone produse între 1957 și 1969 erau realizate la fabrica Gibson de pe Parsons Street dar și de pe Elenor Street din Kalamazoo, Michigan. În ultima locație erau produse doar chitarele electrice cu corp solid. Aceste instrumente Epiphone erau practic identice cu versiunile Gibson, fabricate folosind același lemn, aceleași componente și aceeași oameni care produceau și modelele Gibson.
Câteva modele Epiphone produse de Gibson din această perioadă includ Epiphone Sheraton (similar Gibson ES-335) și Sheraton II, Epiphone Casino (similar cu Gibson ES 330), Epiphone Cortez (similar cu Gibson B-25), Epiphone Olympic Special (similar cu Gibson Melody Maker), Epiphone Sorrento (similar cu Gibson ES-125TC, cu câteva modificări cosmetice) și Epiphone Texan (similar cu Gibson J-45, cu scala ușor modificată).

## 1970-prezent
La începutul anilor 1970 Epiphone a început să producă instrumente la fabrica Matsumoku din Japonia, producția și distribuția fiind realizată de Aria în colaborare cu Gibson. În această perioadă Epiphone a încetat producția modelelor tradiționale și a început să producă instrumente mai ieftine. O parte din aceste chitare aveau forme asemănătoare cu cele tradiționale produse de Epiphone și Gibson dar cu alte nume. Construcția acestor chitare era diferită de modelele Epiphone anterioare. În primii ani de producție în Japonia chitarele Epiphone erau de fapt modele produse anterior în fabrica Matsumoku dar vândute sub un alt nume.
În 1975 piața din Japonia a început să vadă reintroduse modele mai cunoscute. Aceste chitare erau de o calitate superioară față de cele produse în primii ani de producție în Japonia și a inclus modele precum Wilshire, Emperor, Riviera și chitara bas Newport. Aceste modele erau disponibile doar pe piața japoneză. În 1976 au fost introduse modele noi de calitate superioară pentru export dar care nu includeau modelele deja disponibile pe piața din Japonia. Până în anul 1980 toate modelele anterior disponibile doar pe piața japoneză au început să fie comercializate internațional.

### Coreea
Începând cu anii 1980 chitarele Epiphone erau produse predominant în Coreea de Sud dar și în Japonia de producători licențiați de Gibson. Unul din acești producători era Samick, care a produs instrumente sub licență pentru alte mărci dar și sub nume propriu. Marca era folosită pentru a lansa versiuni mai ieftine ale modelelor Gibson clasice.
Aceste chitare erau produse folosind lemn diferit (de exemplu, Nyatoh în loc de mahon), erau lipite cu epoxizi în loc de adeziv pentru lemn și erau finisate cu rășini de poliester cu uscare rapidă. Aceste considerații de buget, combinat cu alte aspecte cum ar fi echipamente și doze mai ieftine, au permis producerea unor instrumente mai ieftine.
În 2002 Gibson a deschis o fabrică în Qingdao, China pentru a produce chitare Epiphone. Cu câteva excepții, chitarele Epiphone sunt produse doar în fabrica din Qingdao.

### Seriile Imperial și Elitist
În anii 1990 Epiphone a lansat o serie numită Imperial Series. Acestea erau un remake al chitarelor archtop Epiphone clasice din anii 1930 și 1940. Fiecare chitară era construită manual în atelierul Fujigen din Japonia. Această serie a fost stopată în 1993, fiind produse doar 42 de exemplare Emperor. Câteva alte modele, cum ar fi De Luxe, Broadway și Triumph au fost produse în cantități diferite.
Producția s-a mutat înapoi în Nashville și Bozeman pentru o serie limitată asemănătoare (câte 250 de exemplare ale modelelor Sheraton, Riviera, Frontier, Excellente și Texan). Aceste chitare erau numite "Nashville USA Collection" (pentru chitarele archtop) și "Anniversary Series" (pentru chitarele acustice). Aceste două colecții aveau intenția de a reintroduce modelele Epiphone originale fabricate în Statele Unite.
În 2002 Epiphone a început să producă o serie de instrumente de calitate superioară cunoscută sub numele de "Elitist Series", construite la atelierele Terada și Fuji-Gen din Japonia. Până în anul 2008 producția la această serie a fost stopată cu excepția modelelor Elitist Casino și Dwight Trash Casino. Chitarele din această serie aveau caracteristici precum lemne de calitate superioară, prăguș confecționat din os, finisaje realizate manual, doze "Made in U.S.A." și corzi USA.

### Modelele USA
Câteva chitare Epiphone au fost produse în Statele Unite începând cu 1971. Epiphone Spirit și Special au fost produse la începutul anilor 1980 în Kalamazoo. În 1993 au fost produse trei modele acustice istorice (Texan, Frontier și Excellente) de către Gibson Acoustic în Montana. Chitara Paul McCartney Texan a fost produsă în 2005 iar în 2009 a fost creată seria Epiphone Historic Collection cu Wilshire 1962, construită de Gibson Custom. Alte modele, cum ar fi Sheraton și John Lennon Casino au fost construite în Japonia și finisate de Gibson USA.

## Interpreți
Numeroși chitariști au folosit chitare Epiphone precum:
- John Lennon (Epiphone Casino)
- George Harrison (Epiphone Casino)
- The Edge (Epiphone Casino)
- Noel Gallagher (Epiphone Sheraton, Les Paul și Epiphone Supernova)
- John Lee Hooker (Epiphone Sheraton)
- Keith Richards (Epiphone Casino)

## Galerie

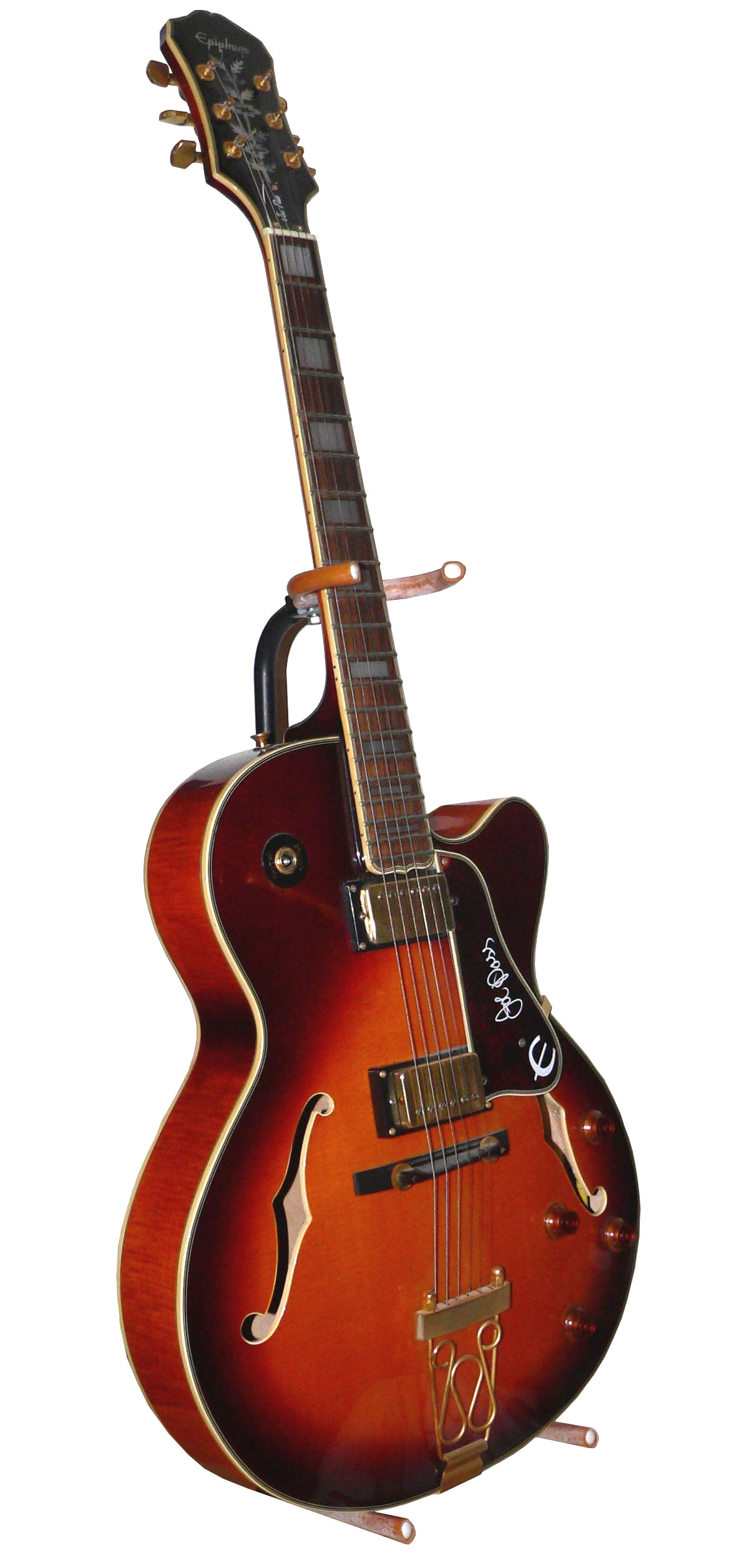
Epiphone Emperor Joe Pass Signature
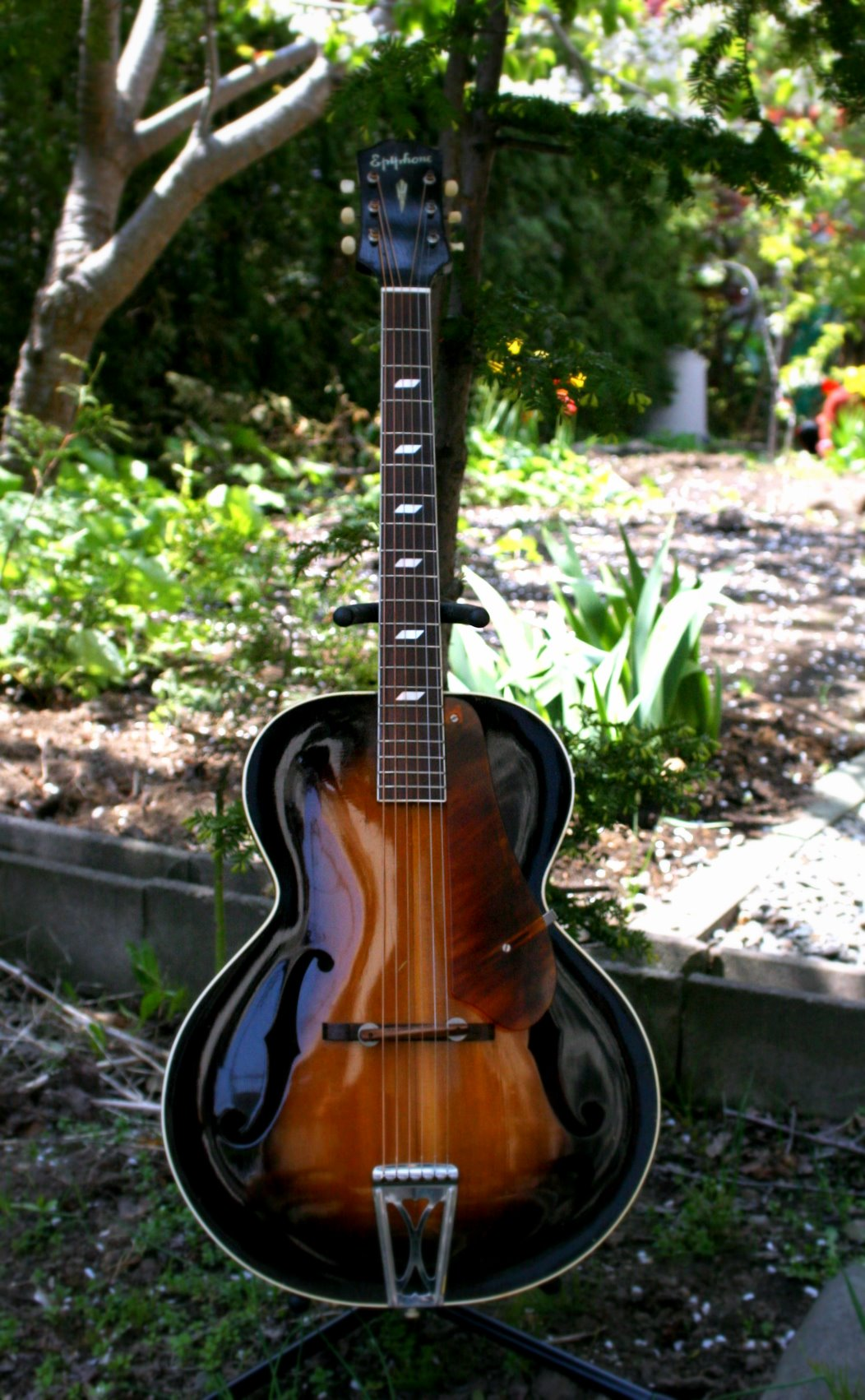
Epiphone Blackstone (1945)
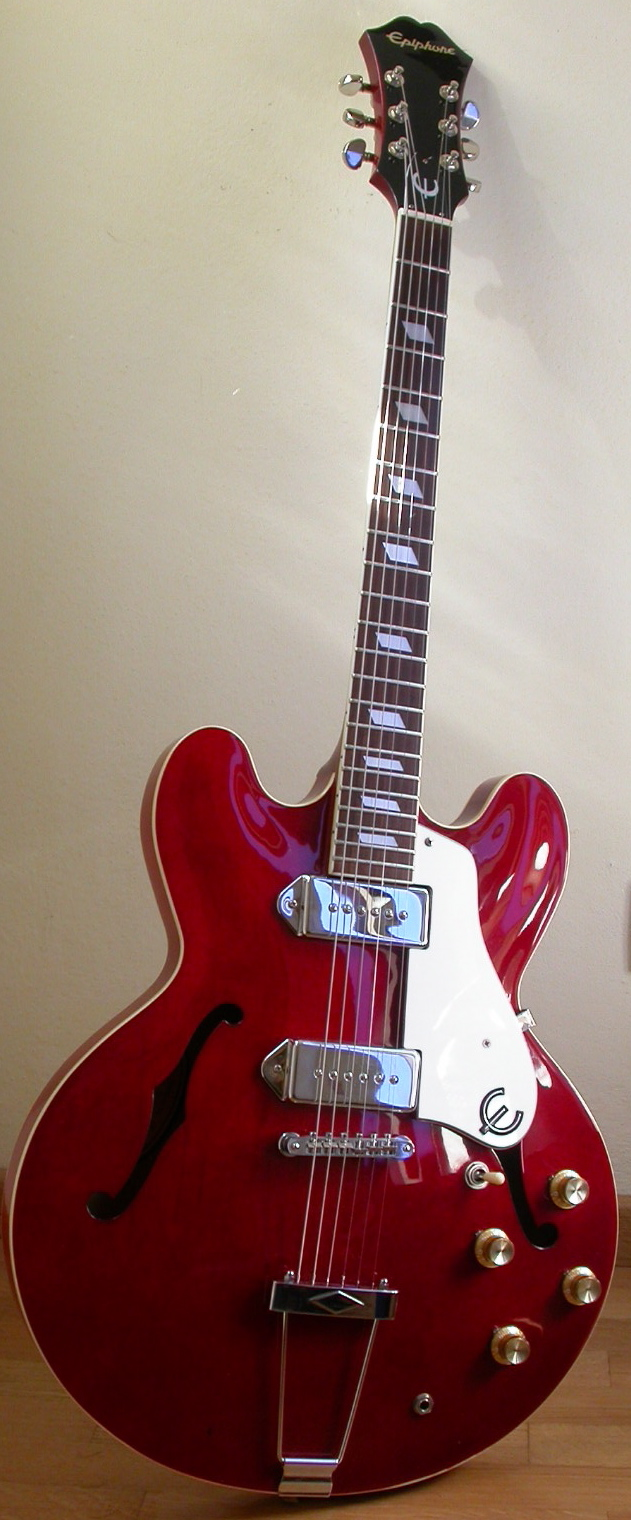
Epiphone Casino
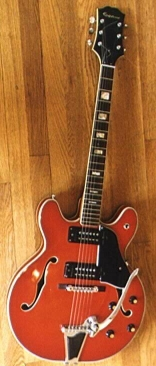
Epiphone 5102T
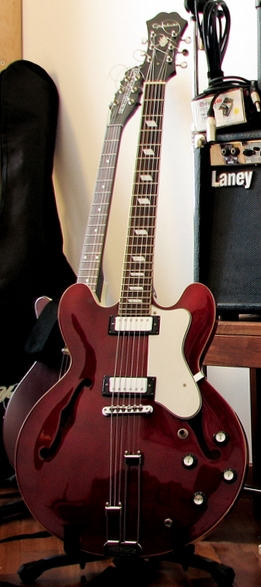
Epiphone Riviera
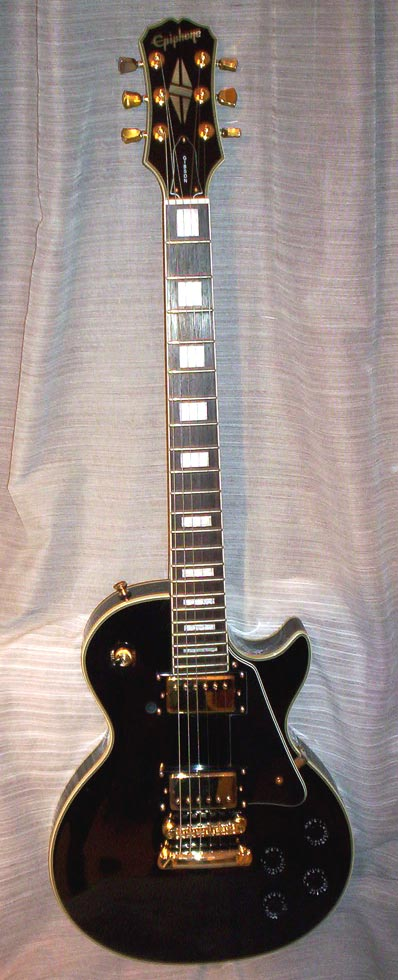
Epiphone Les Paul
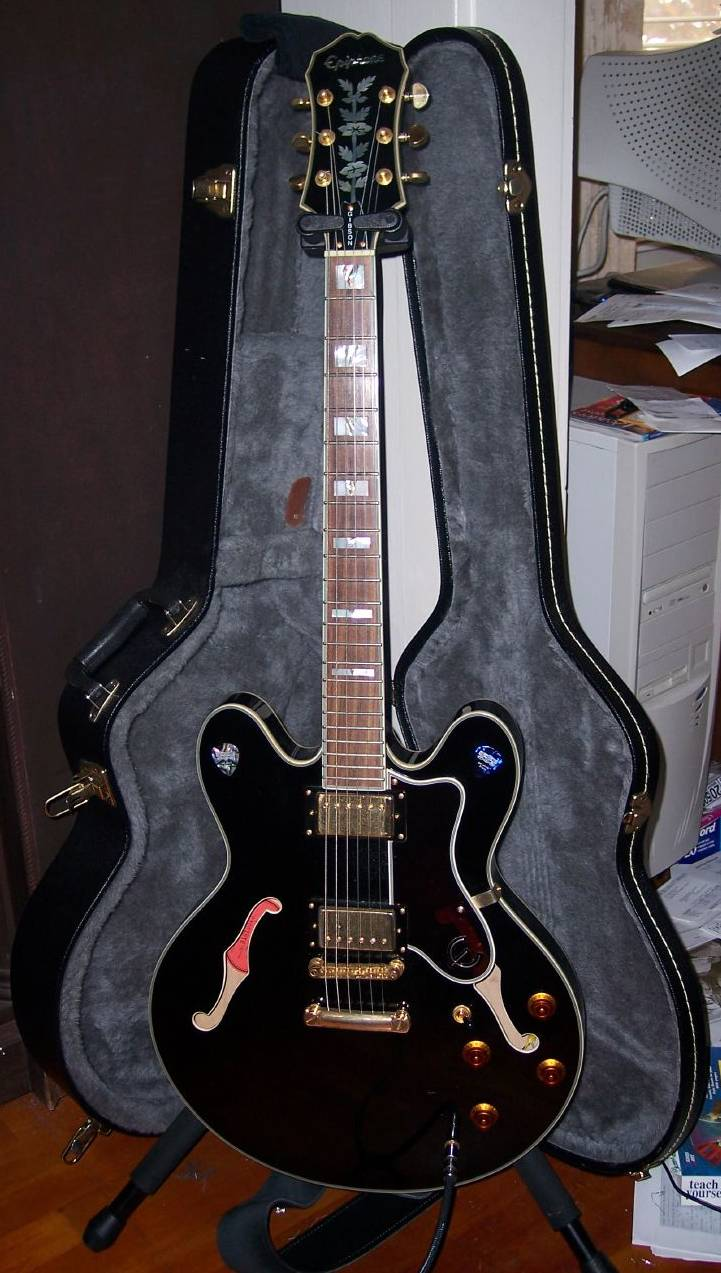
Epiphone Sheraton II
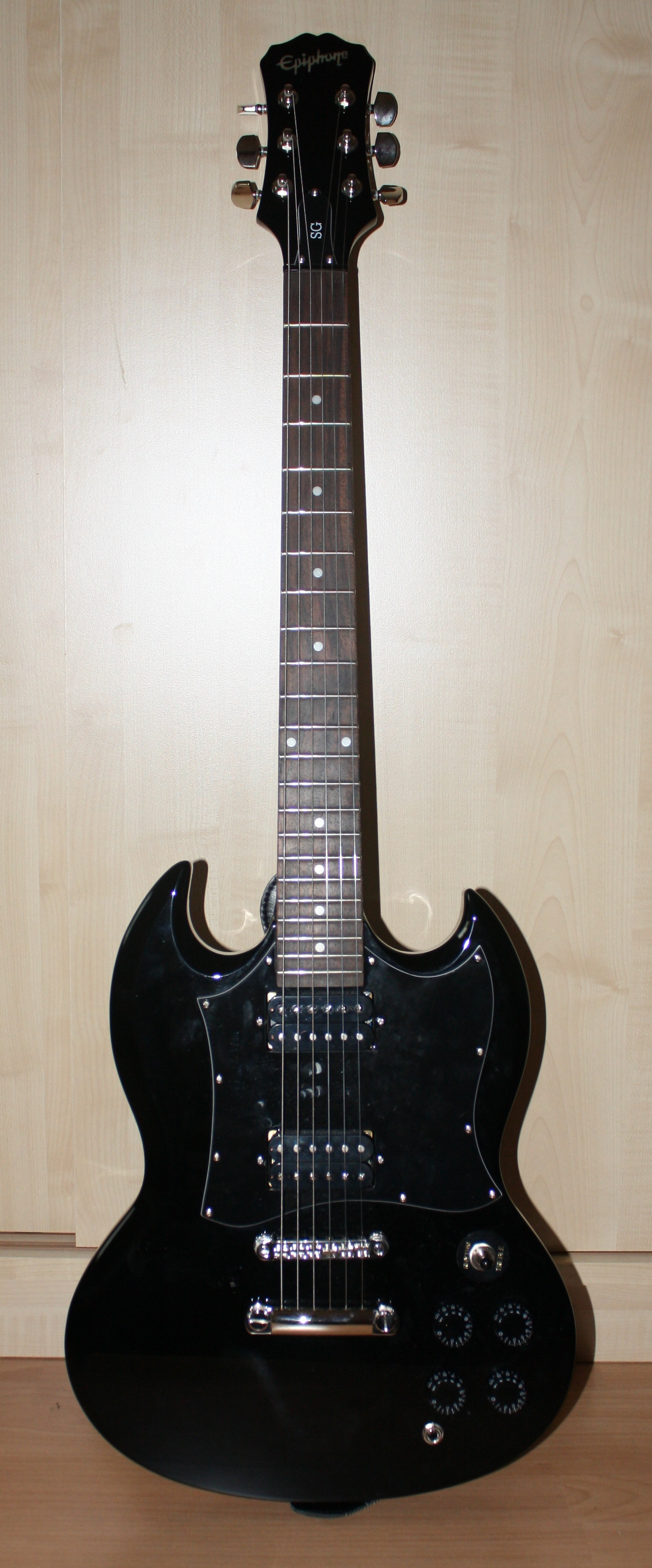
Epiphone G 310
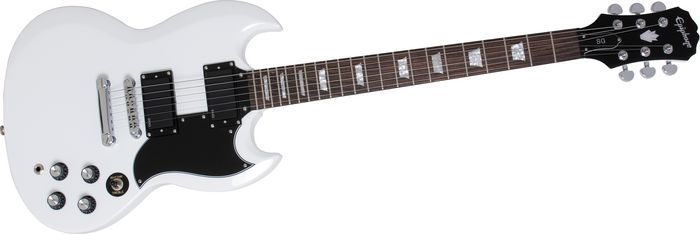
Epiphone G-400
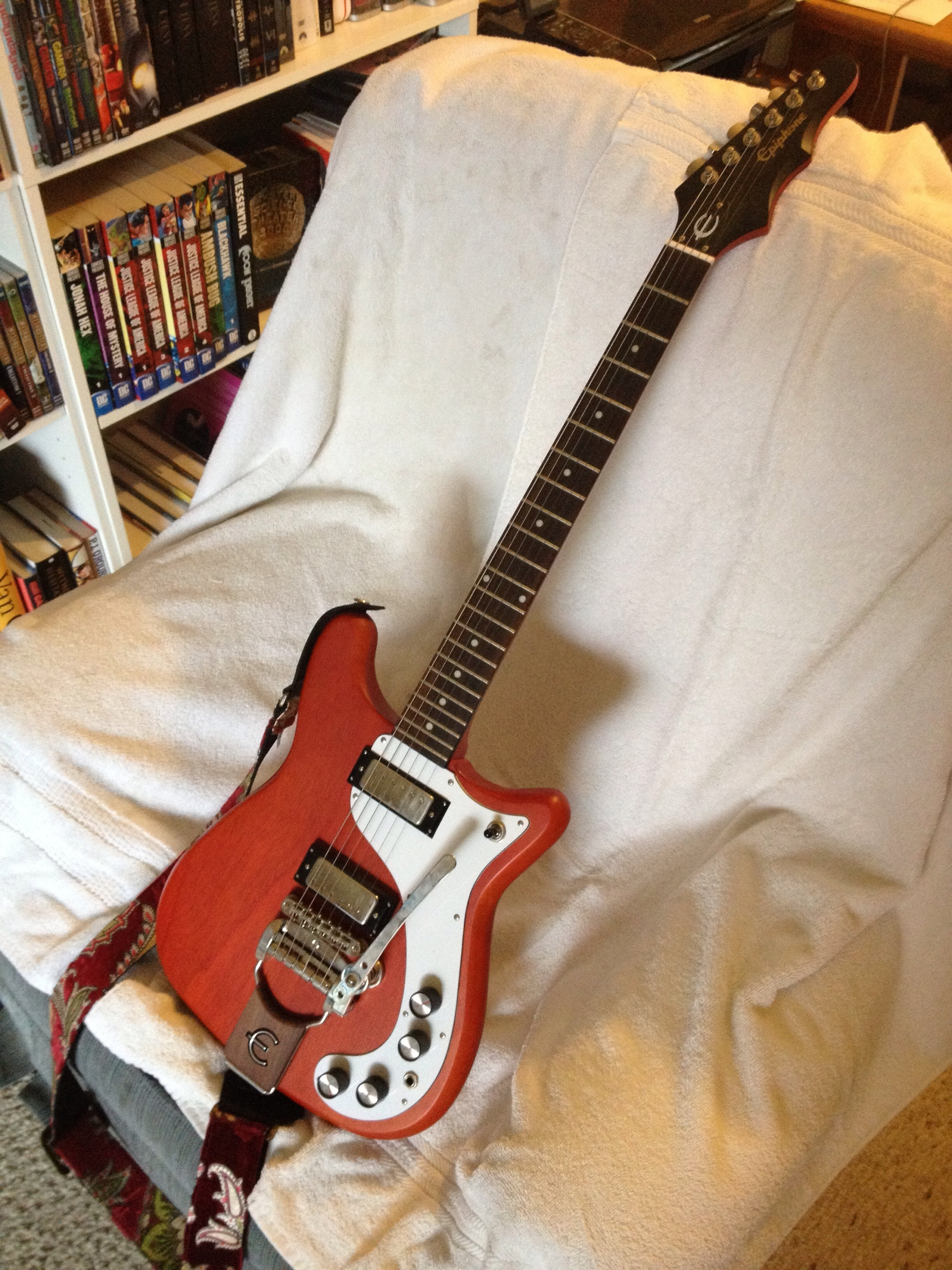
Epiphone Wilshire
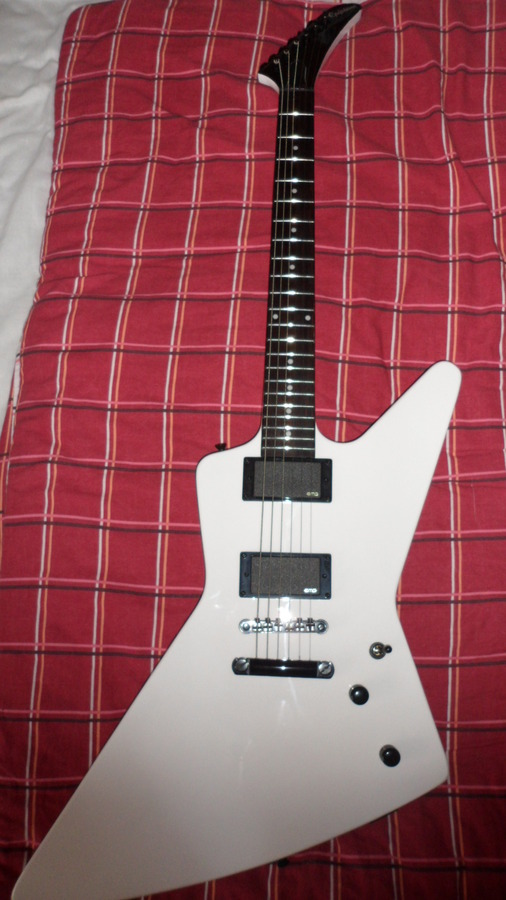
Epiphone Explorer (1984)
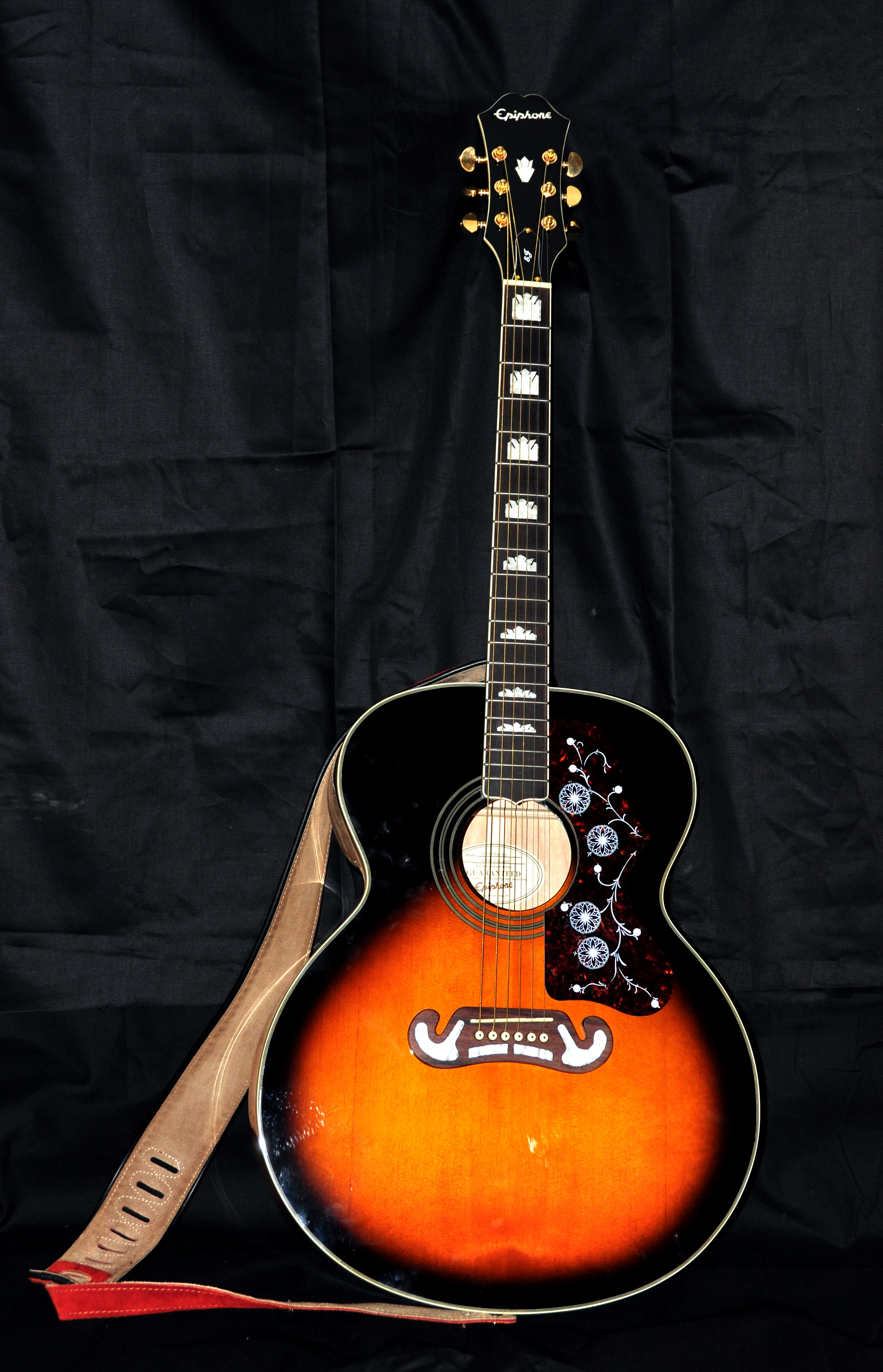
Epihpone EJ-200
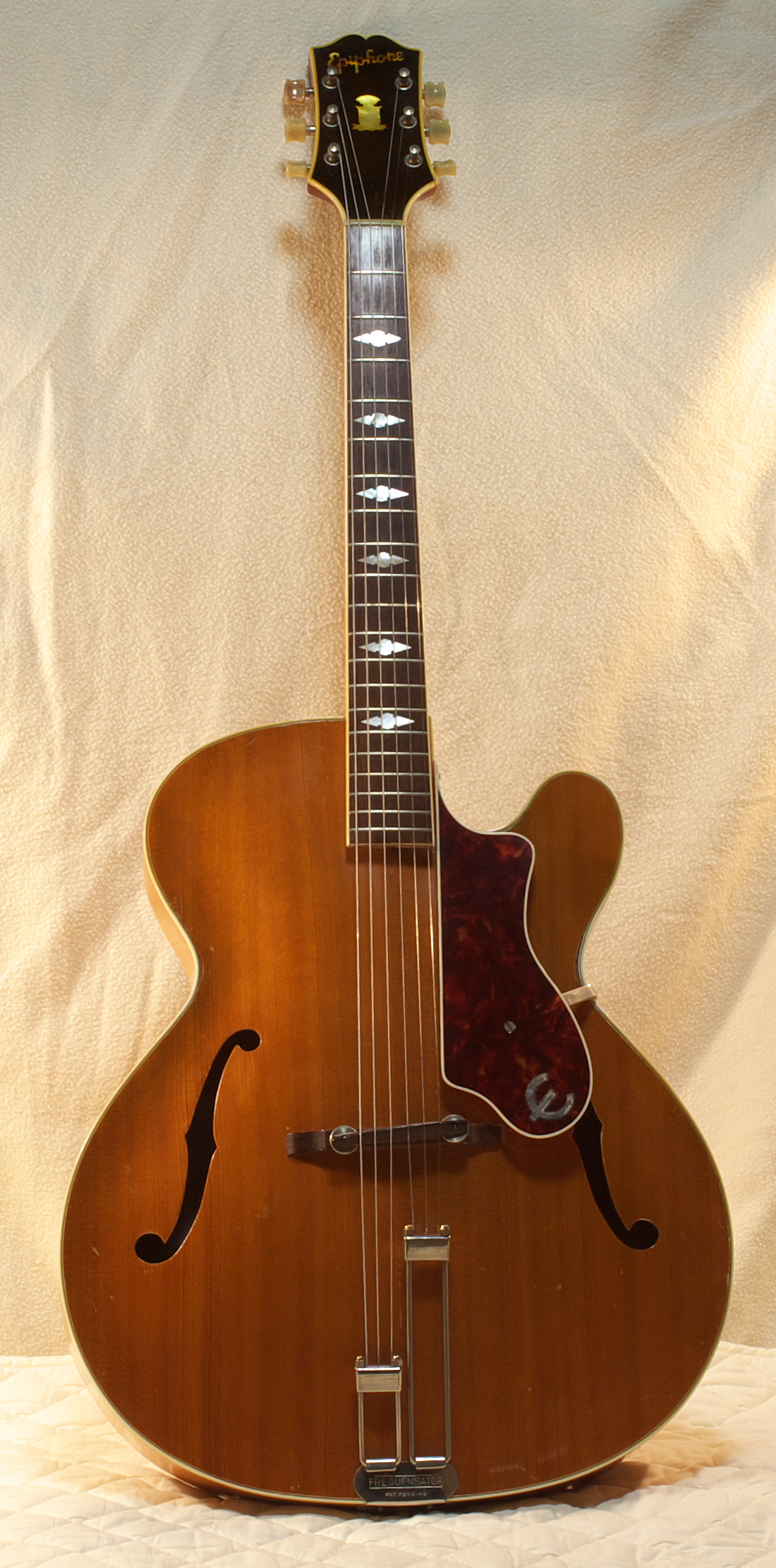
Epiphone Triumph Regent (1951)
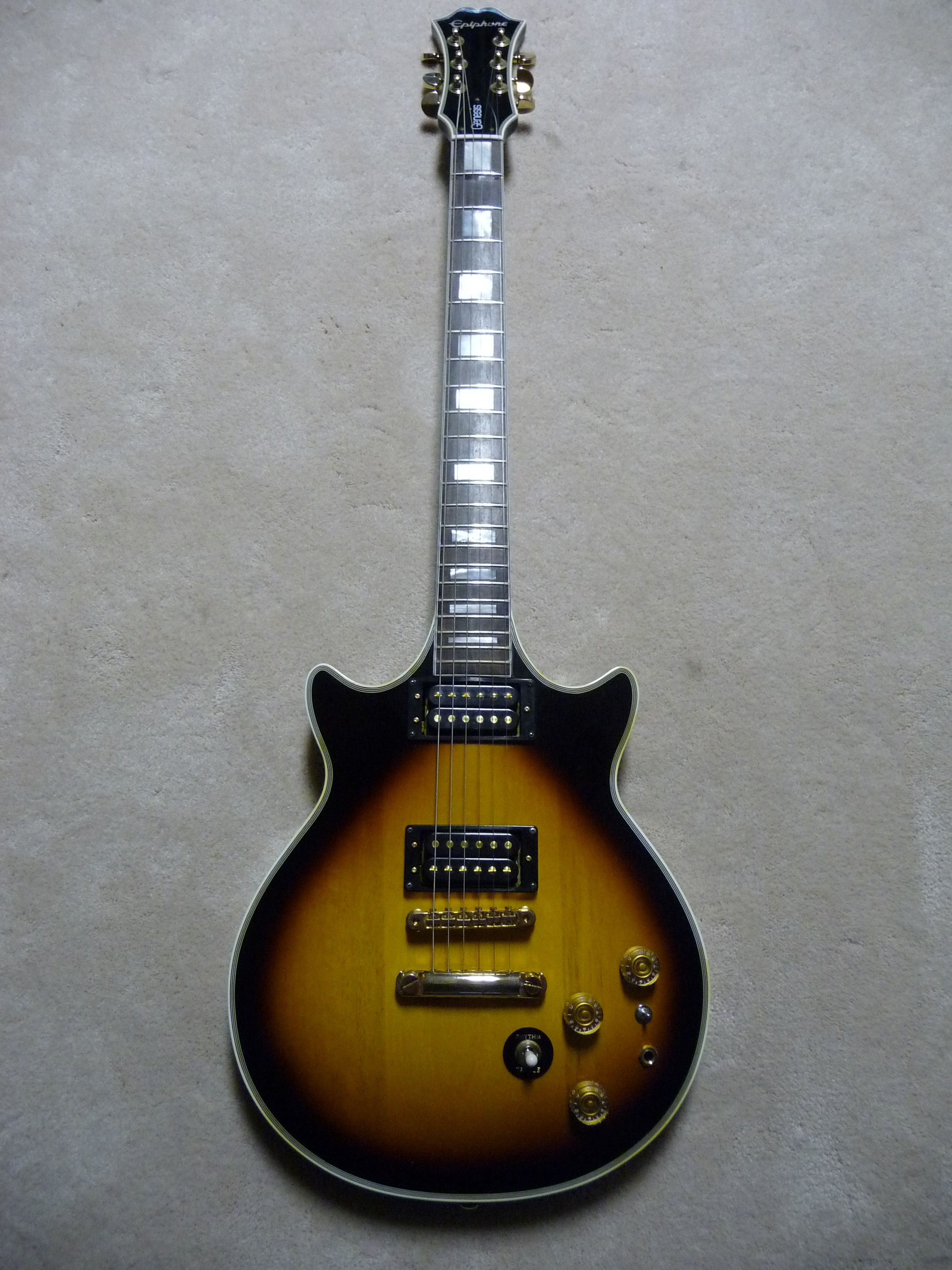
Epiphone Genesis
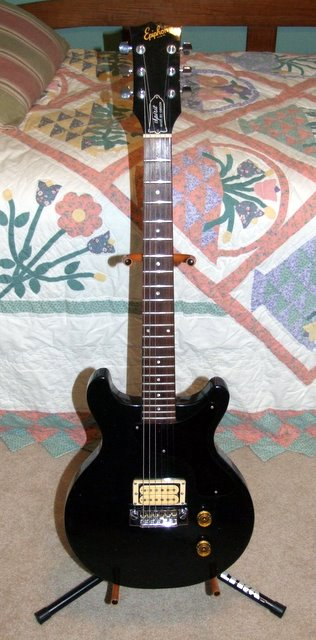
Epiphone Spirit